# Zámek u Smrkovic
Zámek u Smrkovic (též Na Zámku, Zámeček nebo Smrkovice) je zaniklá tvrz jihovýchodně od Smrkovic u Písku v Jihočeském kraji. Tvrz existovala nejspíše jen po krátkou dobu ve třináctém století a byla brzy opouštěna. Dochovaly se z ní terénní pozůstatky, které jsou chráněny jako kulturní památka.

## Historie
K lokalitě se nevztahují žádné písemné historické prameny, ale podle archeologických nálezů tvrz stála ve třináctém století. Podle Augusta Sedláčka sloužila jako manství píseckého hradu nebo sídlo lovčího. Poloha sídla v blízkosti Písku pak vedla město roku 1348 k vyprošení privilegia, podle kterého do vzdálenosti jedné míle od města nesměla stát žádná tvrz ani hrad.

## Stavební podoba
Tvrziště se nachází jihovýchodně od Smrkovic na návrší s nadmořskou výškou 462 metrů, zvaného Na Zámku, Zámek či Zámeček. Tvoří je centrální pahorek vysoký pět až šest metrů s plochou o velikosti 43 × 30 metrů. Obklopuje jej patnáct až osmnáct metrů široký příkop, před nímž se nachází val vysoký 2–2,5 metru a deset až čtrnáct metrů široký. Na západě na tvrziště navazuje plošina, na které pravděpodobně stávalo hospodářské zázemí.